# IP за допомогою поштових голубів

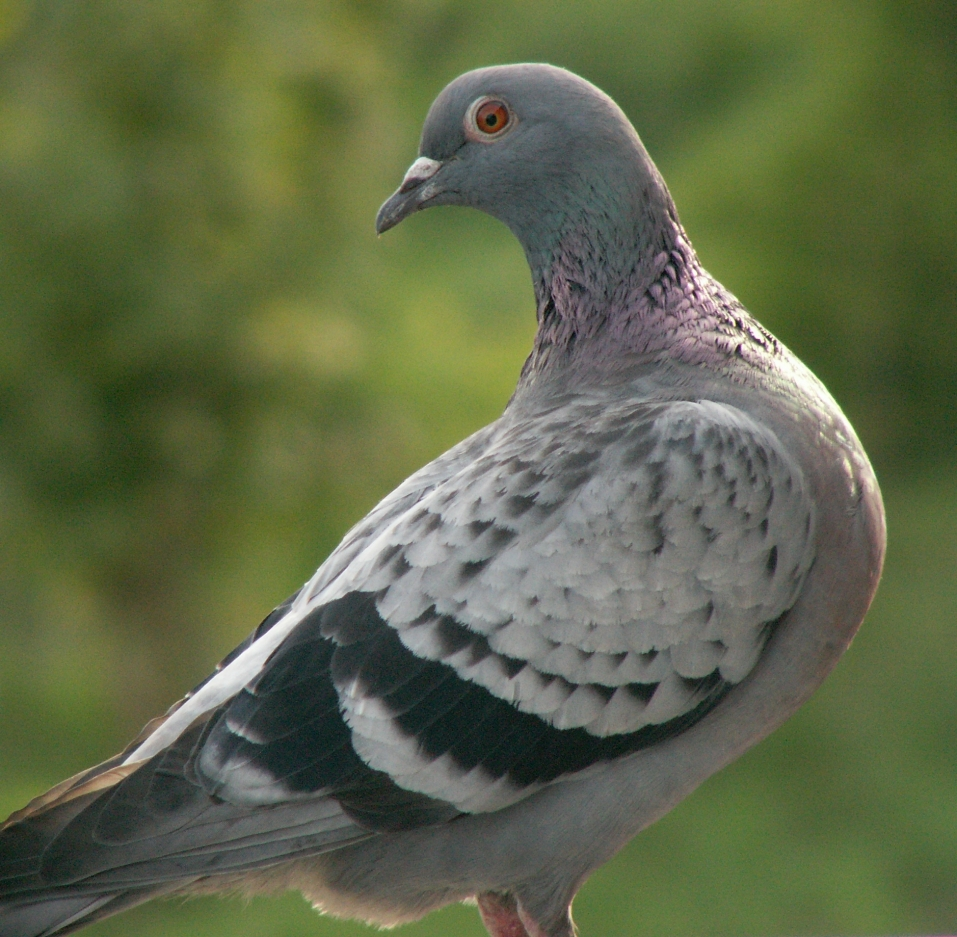
Голуб

IP за допомогою поштових голубів (RFC 1149) — жартівливий RFC, що описує протоколи передачі інтернет-трафіку за допомогою голубів. Опублікований 1 квітня 1990 організацією Internet Engineering Task Force. Написаний Д. Вайтсманом, як один з першоквітневих RFC.
28 квітня 2001 на практиці реалізований членами Бергенської (Норвегія) групи користувачів Linux. Вони переслали 9 пакетів даних, що містять тільки один ICMP echo-запит, на 9 голубах на 5 км. До місця призначення дійшли тільки 4 пакети. При втратах даних 55 % і часу передачі від 3000 до 6000 секунд метод все ж таки довів свою теоретичну працездатність.
Вайтсман розширив протокол 1 квітня 1999 в RFC 2549 «IP за допомогою поштових голубів з QoS».